# Гамадан
Гамадан (Екбатани, староперс. Хагматана, перс. همدان — Hamadân, дав.-гр. Ἐκβάτανα або ж дав.-гр. Ἀγβάτανα, курд. Ekbatan) — іранське місто, столиця провінції Гамадан. Одне з найстаріших міст Ірану і світу. Розташований у гірській країні біля Алвандських гір на схід від Загросу, 1850 метрів над рівнем моря. Місто стояло на давніх торговельних шляхах. Населення 550 284 мешканців (2005).

## Історія

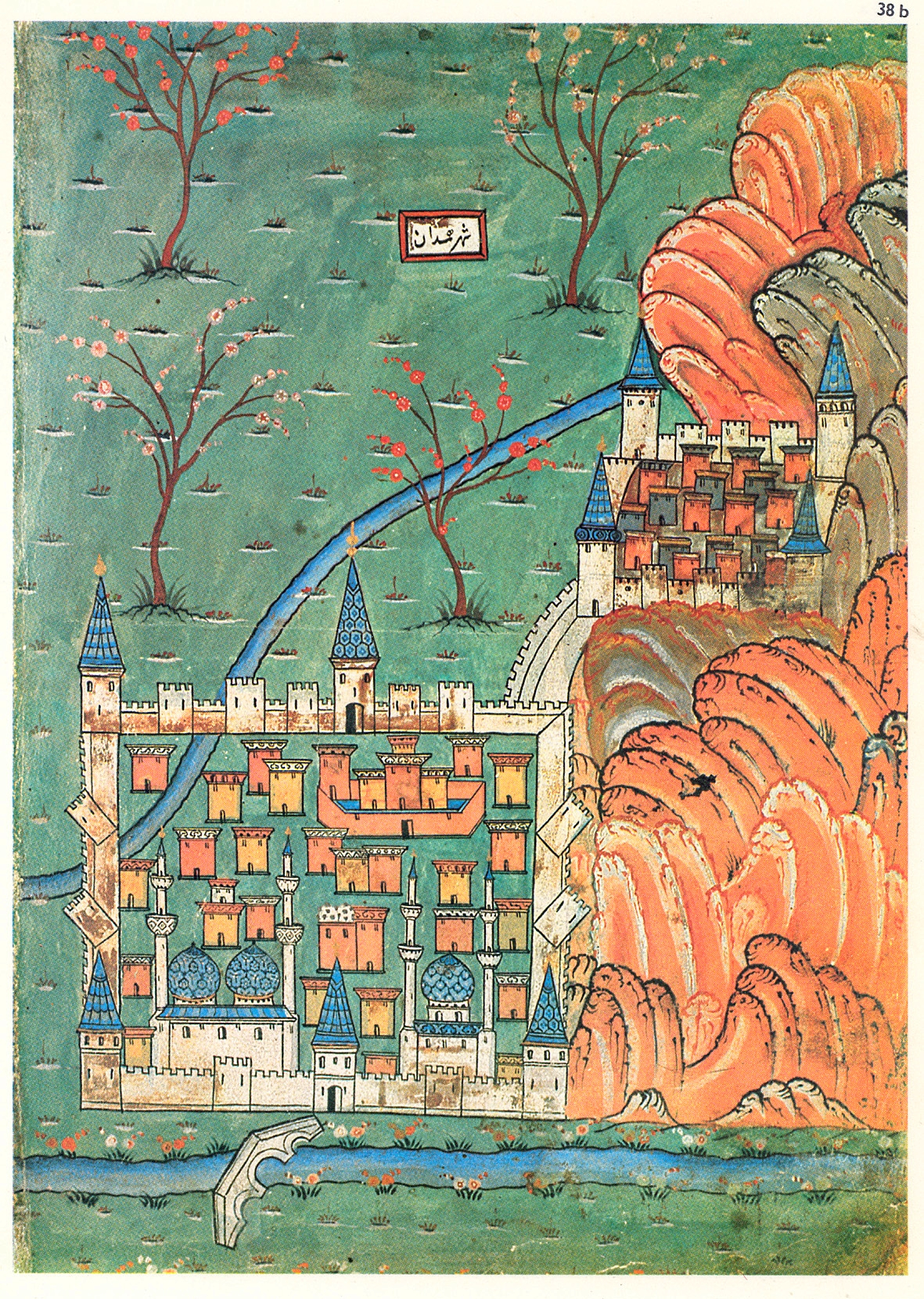
Мапа міста, 16 століття

Вважається, що місто було засноване 3000 до н. е.
Екбатани були столицею Мідії, а з часів Кира II — Персії.
Ектабани згадуються у біблійній книзі Ездра, де був знайдений наказ царя Дарія про відбудову Єрусалимського храму (Ез. 6:2). Високогірне повітря міста мало гарні умови для зберігання шкіряних документів.
За легендою в Екбатанах похована цариця Естер, дружина Артаксеркса.
За часів Парфії та Сасанідів Екбатани використовувалися як літня резиденція царів.
633 року після поразки у Нахаванда Ектабани і вся Персія були включені до складу арабського Халіфату. Столичний статус Гамадану повернули турки-сельджуки у 11 сторіччі.
Наприкінці 14 сторіччя місто було зруйноване Тімуром.
У Гамадані похований науковець, лікар і письменник Авіцена (Бу Алі Сіна), поет Баба Тагер.
Тут народився арабський письменник Баді аз-Заман.
За часів 1-ї світової війни тут відбувалися бої між російськими і турко-німецькими військами, які почергово володіли містом.

## Про Хамадан
Гамадан — одне з найхолодніших міст Ірану зі сніговою зимою, і теплим, сонячним літом.
Одне з найбільших див — печера Алі-Садр розташована за 100 км на північ, яка була відкрита царем Дарієм І.
У місті розвинуті ремесла (килими, шкіряні вироби, глеки).
2 медичних університети, один ісламський і один технологічний.
- Музей кераміки
- Музей народних ремесел.

|  |  |  |

## Персоналії
- Баді аз-Заман (969—1007) — арабомовний середньоазійський письменник.

## Туризм

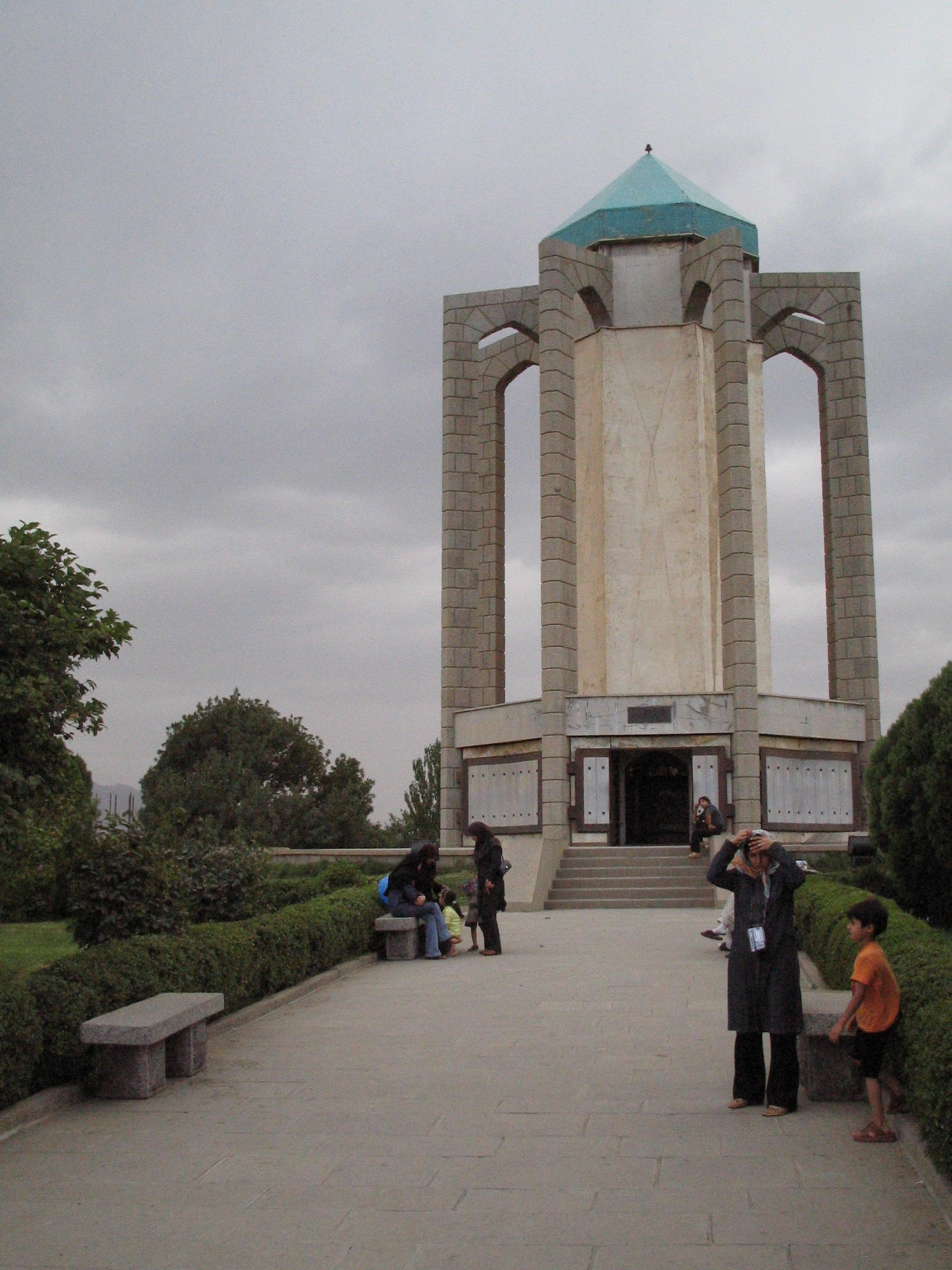
Могила Баби Тагера
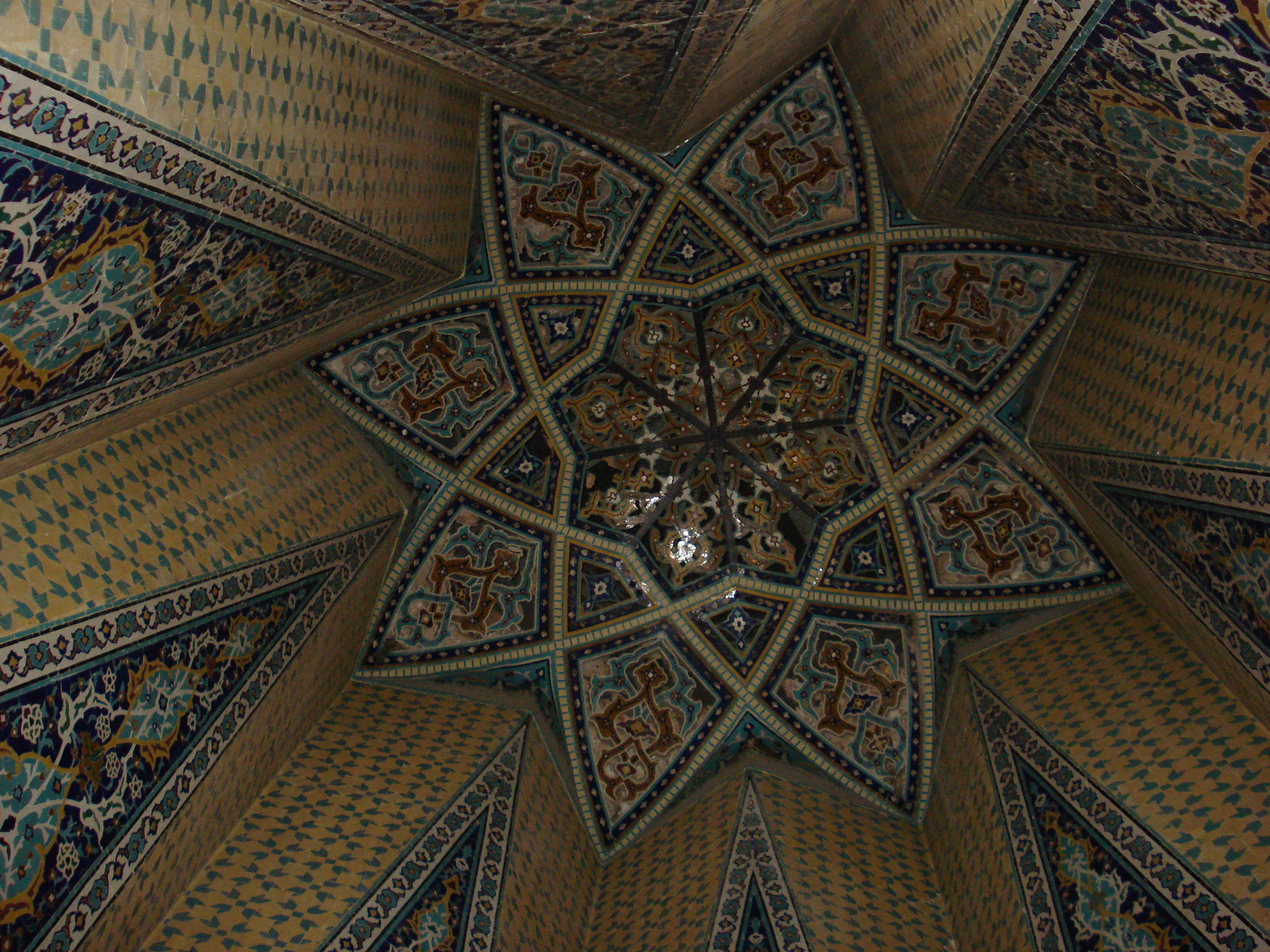
Всередині мавзолею Баби Тагера
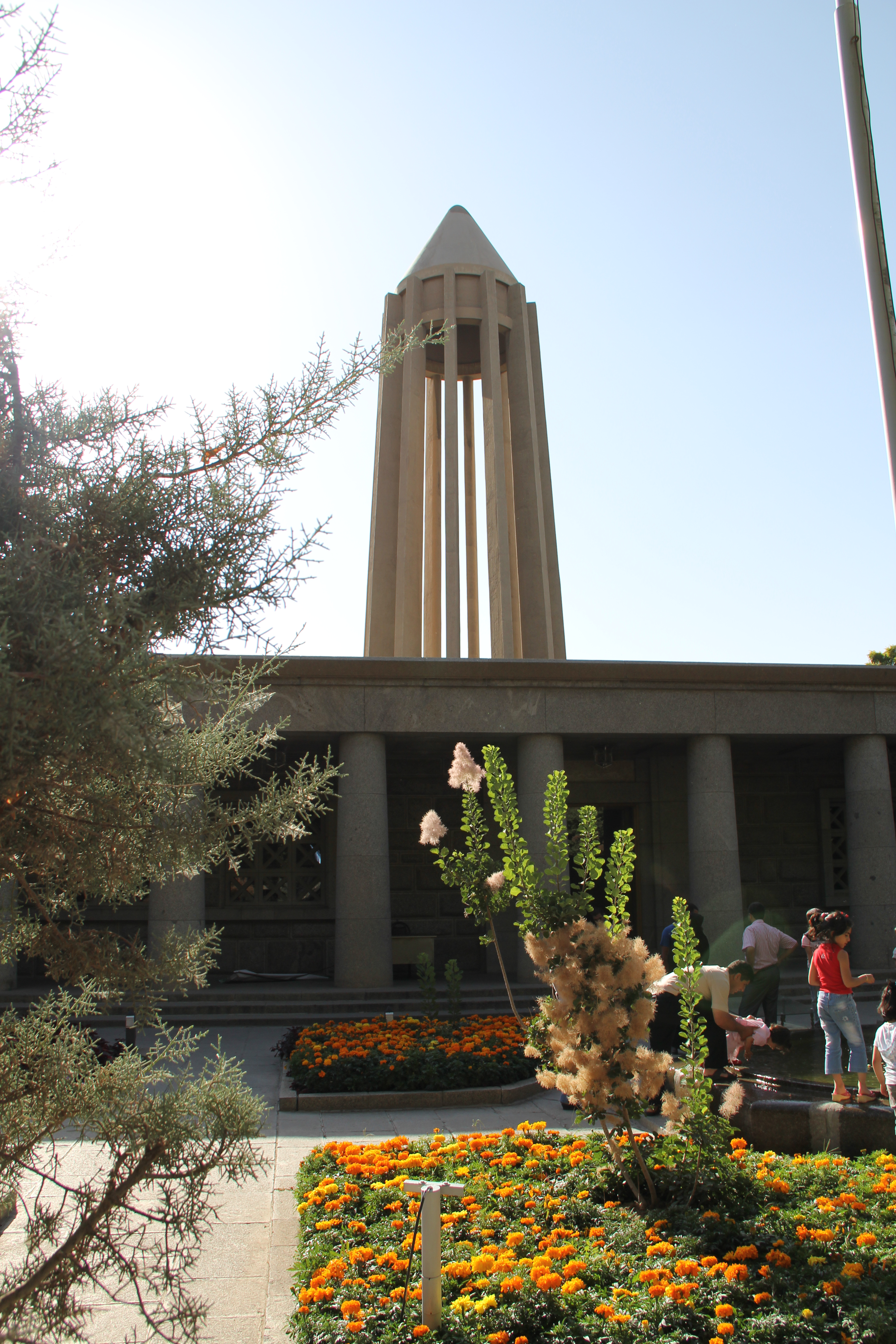
Могила Авіцени
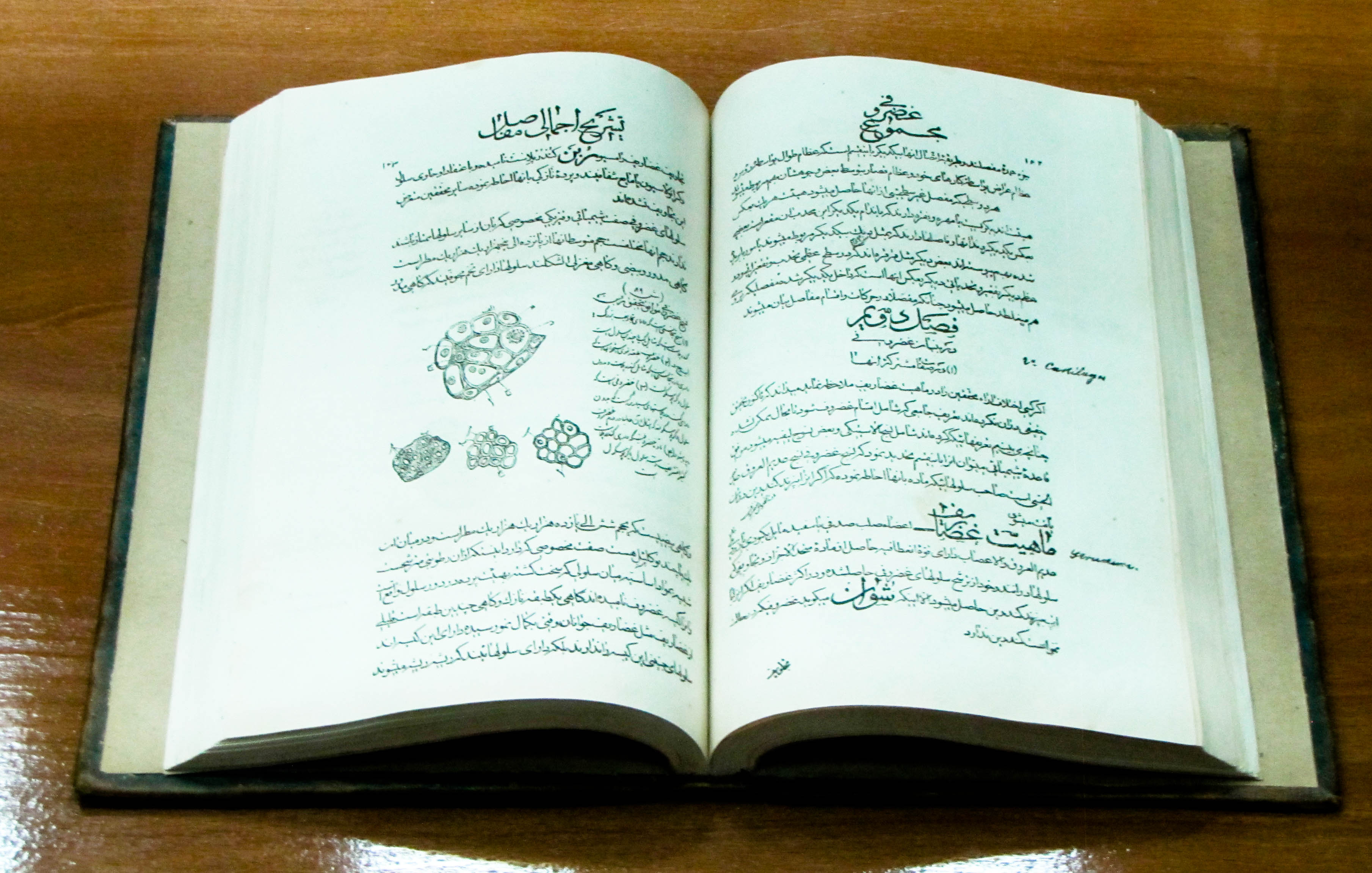
Манускрипт Медичного канону в мавзолеї Авіцени
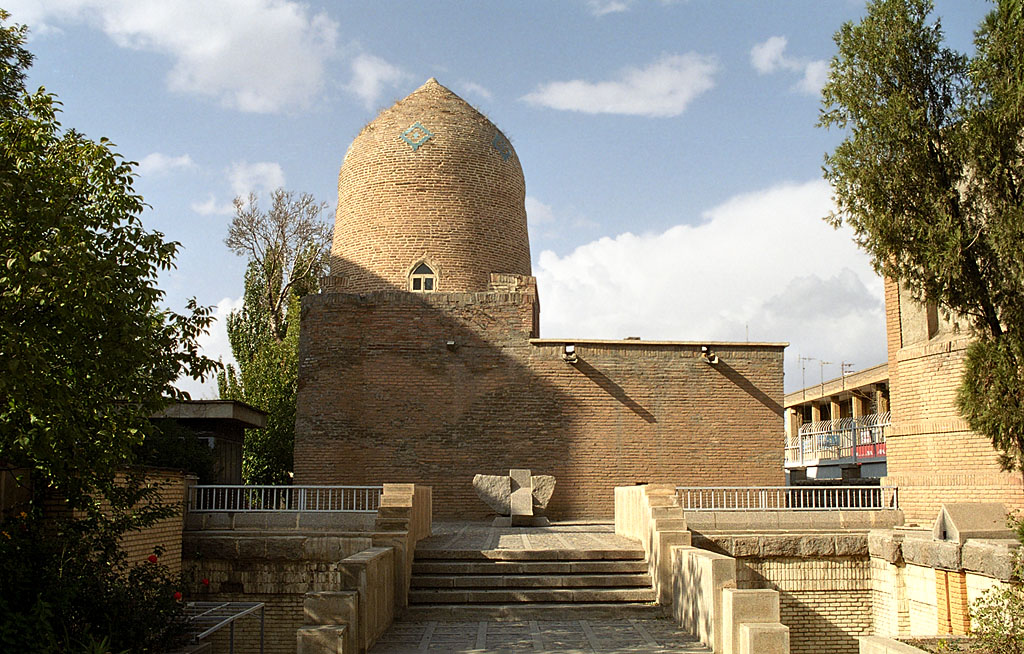
Могила Естер і Мордехая
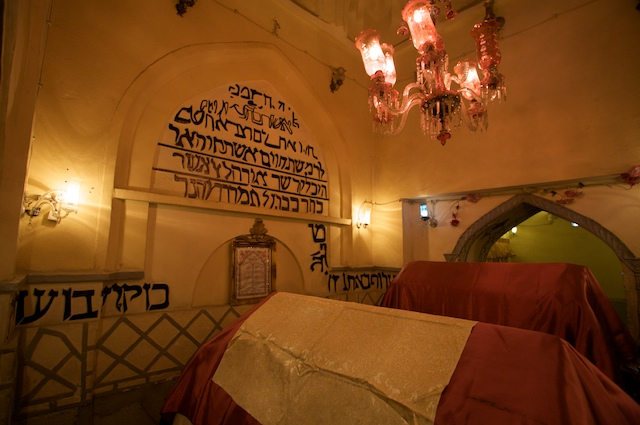
Могила Естер і Мордехая
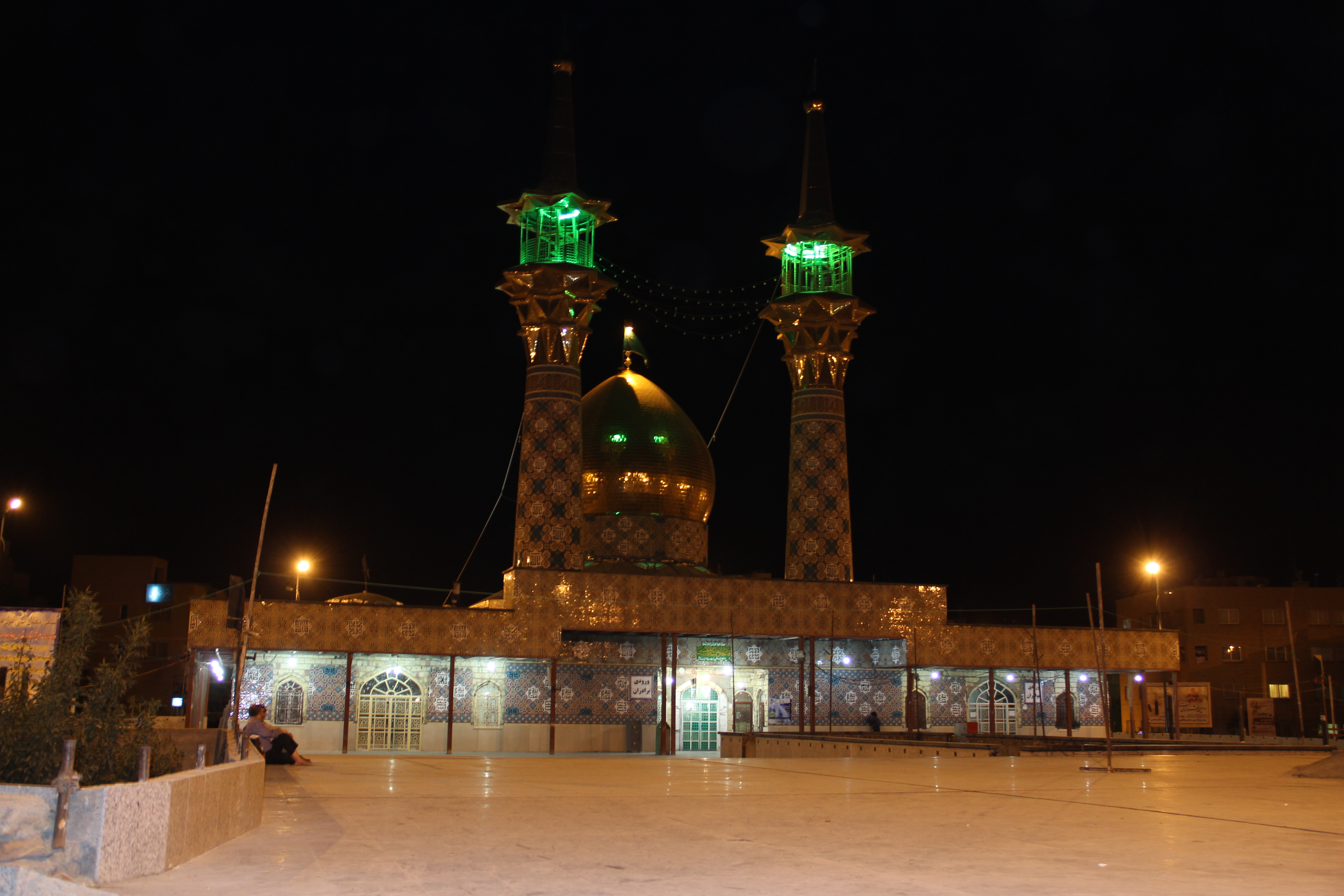
Мечеть Емамзаде Абдулла
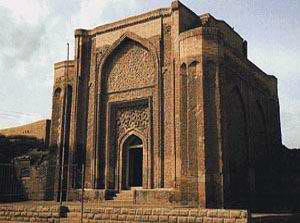
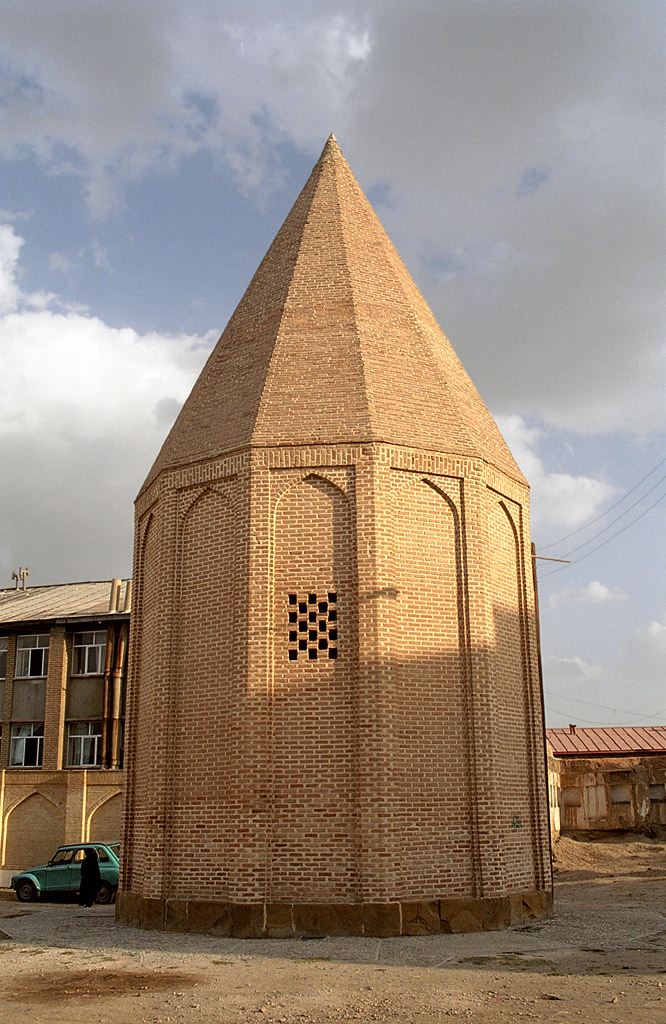
Башта Курбан
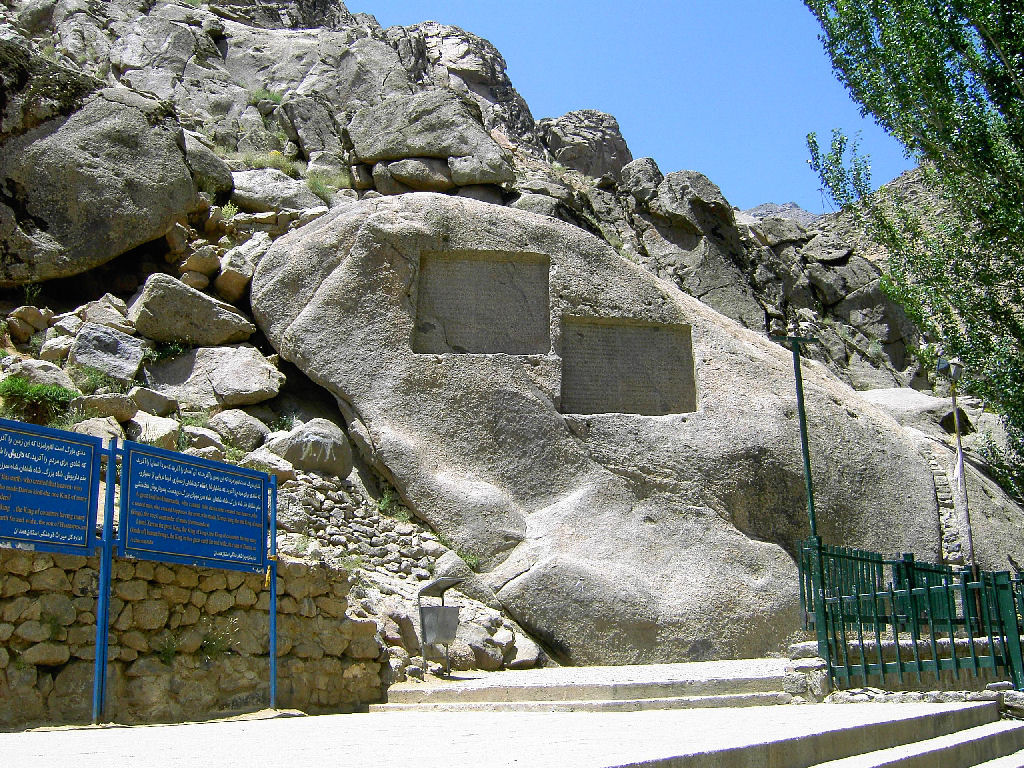
Ґанджнаме — клинописний напис Гамадану
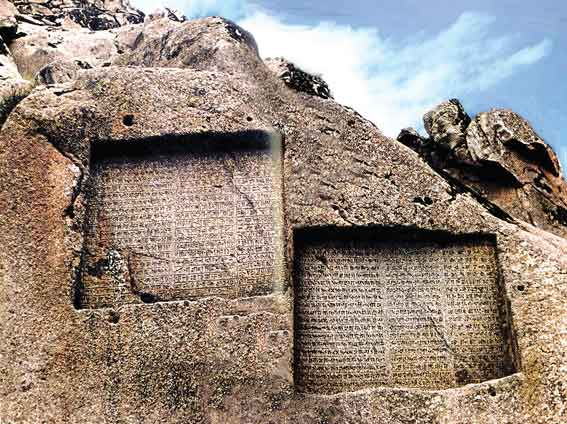
Ґанджнаме — клинописний напис Гамадану
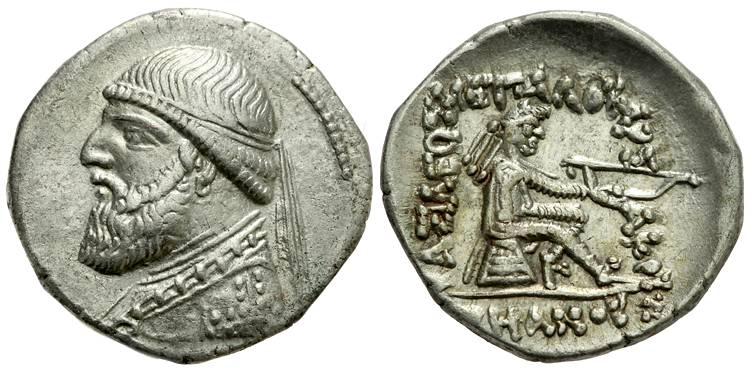
Срібна драхма парф'янського царя Мітрідата II, викарбувана в Екбатанах
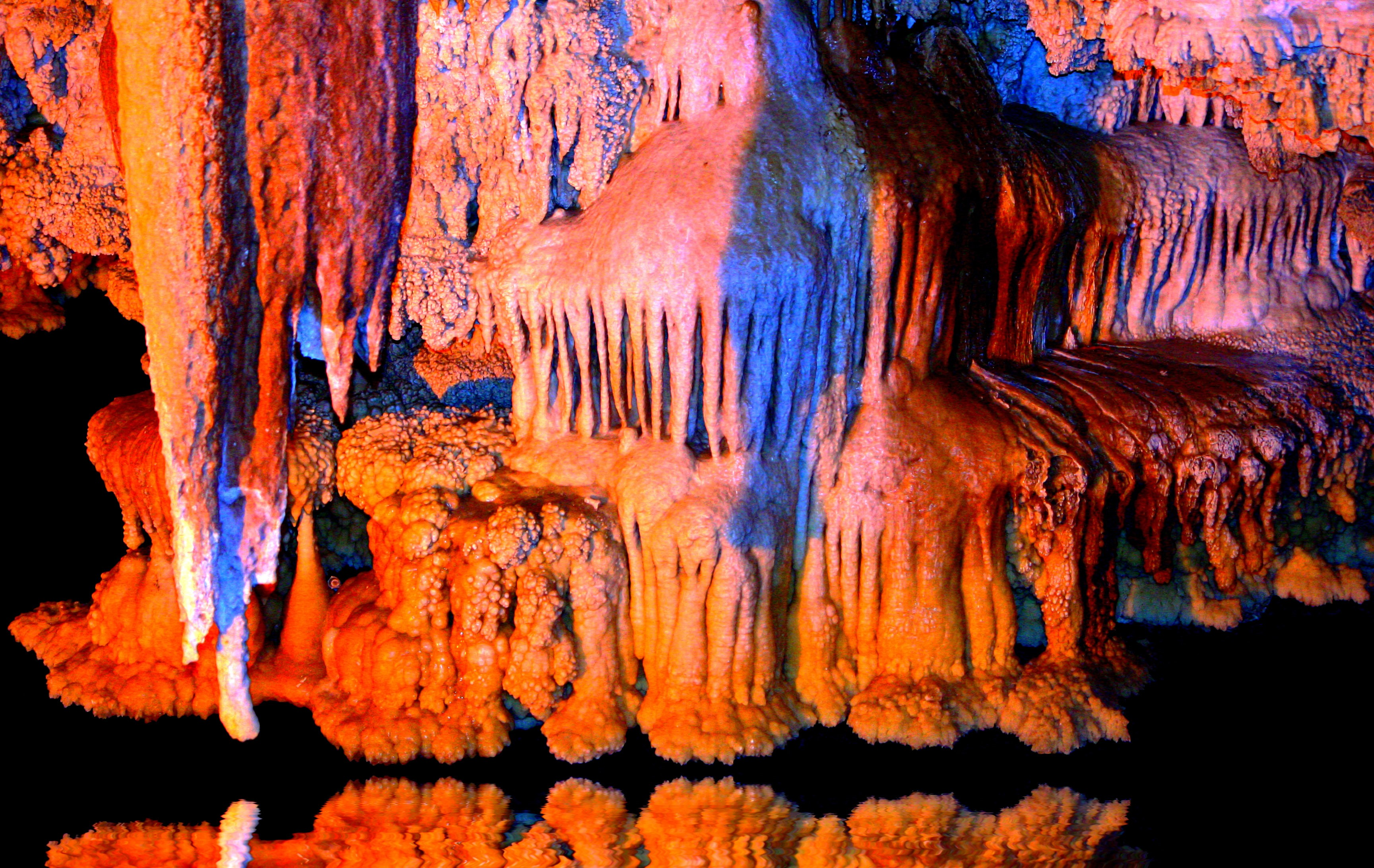
Печера Алі Садр